# Triepeolus rufotegularis
Triepeolus rufotegularis är en biart som först beskrevs av William Harris Ashmead 1900.  Triepeolus rufotegularis ingår i släktet Triepeolus och familjen långtungebin. Inga underarter finns listade i Catalogue of Life.